# 天主教佩洛塔斯总教区
天主教佩洛塔斯總教區（拉丁語：Archidioecesis Pelotensis）是羅馬天主教在巴西的一個教省總教區，下轄兩個教區。
1910年8月15日成立教區，2011年4月13日升為總教區。位於南大河州南部，2004年有教友315,000人，佔轄區總人口57.9%。教區下轄廿五個堂區，有四十九名司鐸。現任教區總主教為雅辛塔·伯格曼。